# Štrafnoj udar
Štrafnoj udar (Штрафной удар) è un film del 1963 diretto da Veniamin Davydovič Dorman.